# Starburst (曲)
「Starburst」（スターバースト）は、Fear, and Loathing in Las Vegasの4枚目のシングル。2015年5月13日にバップから発売された。

## 概要
前作より4か月ぶりのリリース。CDのみの通常盤、DVD付のプレミアム盤の2形態が製作され、両方とも枚数限定で発売された。
プレミアム盤のみに付属するDVDには、2014年3月23日に神戸ワールド記念ホールで行われたワンマンライブを完全収録。Sxun曰く、初ワンマンを武道館でするという提案もマネージャーからあったが、地元ということもあってメンバーの強い希望によりワールド記念ホールで行う事となった。

## 記録
- 週間チャートでは前作に引き続き、トップ10圏内へのランクイン（6位）を果たした[2]。また、チャートイン回数が10回を超えた。

## 収録曲
| #         | タイトル                | 作詞 | 作曲・編曲 | 時間 |
| --------- | ----------------------- | ---- | ---------- | ---- |
| 1.        | 「Starburst」           |      |            | 3:30 |
| 2.        | 「Struggle to Survive」 |      |            | 3:08 |
| 合計時間: | 合計時間:               | 6:38 |            |      |

| #   | タイトル                                    | 作詞 | 作曲・編曲 | 「First One Man Show 2014」at 神戸ワールド記念ホール |
| --- | ------------------------------------------- | ---- | ---------- | ---------------------------------------------------- |
| 1.  | 「Acceleration」                            |      |            |                                                      |
| 2.  | 「Jump Around」                             |      |            |                                                      |
| 3.  | 「Scream Hard as You Can」                  |      |            |                                                      |
| 4.  | 「Chase the Light!」                        |      |            |                                                      |
| 5.  | 「Shake Your Body」                         |      |            |                                                      |
| 6.  | 「The Answer for Unequal World」            |      |            |                                                      |
| 7.  | 「How Old You are Never Forget Your Dream」 |      |            |                                                      |
| 8.  | 「Rave-up Tonight」                         |      |            |                                                      |
| 9.  | 「The Courage to Take Action」              |      |            |                                                      |
| 10. | 「interlude」                               |      |            |                                                      |
| 11. | 「Don't Suffer Alone」                      |      |            |                                                      |
| 12. | 「Step of Terror」                          |      |            |                                                      |
| 13. | 「Ley-Line」                                |      |            |                                                      |
| 14. | 「Short but Seems Long, Time of Our Life」  |      |            |                                                      |
| 15. | 「Just Awake」                              |      |            |                                                      |
| 16. | 「Evolution ～Entering the New World～」    |      |            |                                                      |
| 17. | 「Twilight」                                |      |            |                                                      |
| 18. | 「Crossover」                               |      |            |                                                      |
| 19. | 「Love at First Sight」                     |      |            |                                                      |

## 曲解説
1. Starburst
Sxun曰く、前作「Let Me Hear」が、日本語詞やバンド・サウンドを意識したものならば、本作はダンス・チューンをリードトラックにし、ライヴでみんなと盛り上がれることを意識して、キラー・チューンになるような曲を作ろうというテーマで作った。また、ライブでもよく演奏される「Love at First Sight」の進化形であり、同曲がよく最後に演奏されることが多く、その役目を果たせる曲にした、との事[3]。
Sxunは他にも、「聴いた瞬間にテンションが最高潮までアガる要素だったり、あとは反復を意識して同じサビを2回歌ったり、みんなと歌えるわかりやすいシンガロング・パートがあったり、初めて観た、聴いた人がすぐに楽しめる曲になるよう工夫して作りました」と語っている。
MVにはエキストラを入れて、ライブハウスで撮影された。ちなみにエキストラの人数は400人くらいだったという[4]。
2. Struggle to Survive
Sxunは「リード・トラックがダンス・チューンで打ち込みを用いた楽曲だったので、わりとバンド・サウンド寄りで、ラウドなコア系の曲を作りたいなと思ったんです。そういう曲は今までもたくさん作ってきているんですが、この曲ではメタリックな空気感というか、そういうものを上手く使って新しいリフの感じを出せたらと思って作りました[5]」と語っている。
歌詞はSo曰く、自分の中で眠っている闘争心とかそういうものを呼び起こして、「自分にも他人にも打ち勝って進んでいこう」というメッセージを込めたとの事[5]。

## 収録アルバム
Starburst
- 『Feeling of Unity』

## 演奏
- So : Vocal
- Minami : Vocal, Keyboard
- Sxun : Guitar, Vocal, Chorus
- Taiki : Guitar, Vocal, Chorus
- Tomonori : Drums
- Kei : Bass Guitar